# Liste der Orgeln in Oberschwaben
Die Liste der Orgeln in Oberschwaben enthält die erhaltenen historischen Kirchenorgeln und überregional bedeutenden Orgelneubauten im württembergischen und bayerischen oberschwäbischen Raum. Diese Liste ist eine Ergänzung zum Hauptartikel Orgellandschaft Oberschwaben, wo sich auch die zugrunde liegende Literatur findet.
In der vierten Spalte sind die hauptsächlichen Erbauer angeführt; eine Kooperation mehrerer Orgelbauer wird durch Schrägstrich angezeigt, spätere Umbauten durch Komma. Kursivschreibung gibt an, dass nur das Gehäuse erhalten ist. In der sechsten Spalte bezeichnet die römische Zahl die Anzahl der Manuale, ein großes „P“ ein selbstständiges Pedal, ein kleines „p“ ein nur angehängtes Pedal und die arabische Zahl die Anzahl der klingenden Register. Die Angaben zu Manualen und Registern sind Angaben zu heute bestehenden Orgeln. Die letzte Spalte bietet Angaben zum letzten Umbau, Neubau oder einer Restaurierung sowie Links auf Artikel zu einzelnen Instrumenten.
| Ort                                | Kirche                                         | Bild | Orgelbauer                                    | Jahr           | Manuale | Register | Bemerkungen |
| ---------------------------------- | ---------------------------------------------- | ---- | --------------------------------------------- | -------------- | ------- | -------- | --- |
| Achstetten                         | Kirche der Heiligen Oswald und Agatha          |      | Giengener Orgelmanufaktur Gebr. Link          | 2001           | II/P    | 21       | Neubau opus 1079 unter Verwendung des Gehäusemittelteils von Johann David Späth (1783)                                        |
| Altheim (Alb)                      | St. Marien                                     |      |                                               | 1980           | II/P    | 15       | Neubau (op. 972) im historischen Gehäuse von Chrysostomus Baur (1712) und Andreas Goll (Positiv, 1820)                        |
| Altmannshofen                      | St. Vitus                                      |      | Peter Paul Braun                              | 1848           |         |          | 1997 wurde die Orgel abgebrochen und auf dem Dachboden eingelagert.                                                           |
| Amstetten-Dorf                     | St. Laurentius                                 |      | Johann Georg Schäfer                          | 1826           | I/P     | 11       | Neubau im historischen Gehäuse von Georg Friedrich Schmahl (1763), 1973 von Link umgebaut.                                    |
| Äpfingen                           | St. Blasius                                    |      | Gebr. Späth Orgelbau                          | 1902           | II/P    | 11       | |
| Allmannsweiler                     | Zum Heiligen Kreuz                             |      | Gebr. Späth Orgelbau                          | 1870           | II/P    | 11       | 1972 Restaurierung durch Reiser Orgelbau                                                                                      |
| Altheim (bei Riedlingen)           | St. Martin                                     |      | Carl Gottlieb Weigle                          | 1856           | II/P    | 14       | 1995 Restaurierung durch Wolfram Stützle                                                                                      |
| Altshausen                         | St. Michael                                    |      | Reiser Orgelbau                               | 1977           | III/P   | 38       | Neubau im historischen Gehäuse (1759?)                                                                                        |
| Arnach                             | St. Ulrich und Margarete                       |      | Giengener Orgelmanufaktur Gebr. Link          | 1890           | II/P    | 18       | Reiser Orgelbau baut die Orgel 1952 um.                                                                                       |
| Augsburg                           | Basilika St. Ulrich und Afra                   |      | Orgelbau Sandtner                             | 1982           | IV/P    | 68       | Neubau im historischen Gehäuse von 1608 Mensurerweiterungen im Jahr 1998 → Orgeln der Basilika St. Ulrich und Afra (Augsburg) |
| Arnegg                             | Maria Himmelfahrt                              |      | Aug. Laukhuff                                 | 1889           | I/P     | 7        | |
| Attenweiler                        | St. Blasius                                    |      | Anton Hechinger                               | 1842           | II/P    | 11       | 1972 Umbau durch Reiser Orgelbau                                                                                              |
| Bad Buchau                         | St. Cornelius und Cyprianus                    |      | Rieger Orgelbau                               | 1967           | III/P   | 39       | |
| Bad Schussenried                   | Bibliothekssaal im Kloster Schussenried        |      | Reiser Orgelbau                               | 1972           | II/P    | 18       | Neubau unter Verwendung von Gehäuse und drei Registern von Friedrich Weigle (1892)                                            |
| Bad Schussenried                   | Klosterkirche St. Magnus                       |      | Orgelbau Friedrich Weigle                     | 1979           | III/P   | 34       | Neubau im alten Gehäuse von 1726 (1683)                                                                                       |
| Bad Waldsee                        | St. Peter                                      |      | Reiser Orgelbau                               | 1964           | III/P   |          | Neubau im historischen Gehäuse (19. Jh.)                                                                                      |
| Bad Wurzach                        | St. Verena                                     |      | Giengener Orgelmanufaktur Gebr. Link          | 2004           | III/P   | 32       | Neubau im historischen Gehäuse von vermutlich Joseph Höss (1784)                                                              |
| Baltringen                         | St. Nikolaus                                   |      | Carl Gottlieb Weigle                          | 1863           | I/P     | 12       | 1990 Restaurierung durch Giengener Orgelmanufaktur Gebr. Link                                                                 |
| Bellamont                          | St. Blasius                                    |      | Eduard Wiedenmann                             | 1981           | II/P    | 20       | Neubau im alten Gehäuse |
| Bergatreute                        |                                                |      | Reiser Orgelbau                               | 1978           |         |          | Neubau im historischen Gehäuse von Carl Gottlieb Weigle                                                                       |
| Biberach                           | St. Martin: Chororgel                          |      | Reiser Orgelbau                               | 1968           | II/P    | 18       | Neubau im alten Gehäuse von Joseph Höß (1776)                                                                                 |
| Biberach                           | St. Martin: Hauptorgel                         |      | Reiser Orgelbau                               | 1967           | III/P   | 54       | |
| Biberach                           | Evangelische Spitalkirche                      |      | Sigmund Haussdörffer (vermutlich)             | 1731 oder 1760 | I/P     | 6        | |
| Dettingen                          | Mariä Himmelfahrt                              |      | Albert Reiser                                 | 1913           | II/P    | 22       | |
| Dietelhofen                        | St. Nikolaus                                   |      | unbekannt                                     | 1848           | I/P     | 7        | 1978 Restaurierung durch Reiser Orgelbau                                                                                      |
| Emerfeld                           | St. Pankratius                                 |      | Franz Xaver Späth                             | 1893           | I/P     | 7        | um 1970 Austausch eines Registers, ansonsten original erhalten                                                                |
| Erolzheim                          | St. Martin                                     |      | Heinrich Conrad Branman                       | 1877           | II/P    | 17       | 1956 Restaurierung durch Reiser                                                                                               |
| Ertingen                           | Votivkapelle St. Maria                         |      | Reiser Orgelbau                               | 1980           | I/P     | 6        | Neubau im alten Gehäuse von Johann Baptist Bihler junior (1775)                                                               |
| Fischbach/Gemeinde Ummendorf       | St. Odilia                                     |      | Friedrich Weigle                              | 1884           | III/P   | 36       | 1956 Erweiterungsumbau durch Reiser Orgelbau                                                                                  |
| Göffingen                          | St. Nikolaus                                   |      | Reiser Orgelbau                               | 1911           | II/P    | 11       | |
| Haslach                            | St. Petrus in Ketten                           |      | Tiberius Hecht                                | 1869           | II/P    | 11       | 1991 technische Restaurierung durch Reiser Orgelbau                                                                           |
| Illerbachen                        | Filialkirche St. Josef                         |      |                                               | 1839           | I/P     | 7        | 1993 Restaurierung durch Martin Gegenbauer                                                                                    |
| Langenenslingen                    | St. Mauritius- und Friedhofskirche             |      | Vitus Klingler                                | 1839           | I/P     | 16       | 1986 Restaurierung durch Späth Orgelbau                                                                                       |
| Memmingen                          | St. Martin                                     |      | Orgelbau Goll                                 | 1998           | IV/P    | 62       | → Orgel von St. Martin (Memmingen)                                                                                            |
| Mietingen                          | St. Laurentius                                 |      | Reiser Orgelbau                               | 1965           | II/P    | 22       | Neubau im alten Gehäuse von Friedrich Weigle (1897)                                                                           |
| Mittelbuch                         | St. Josef                                      |      | Carl Gottlieb Weigle                          | 1856           | II/P    | 13       | |
| Ochsenhausen                       | St. Georg: Hauptorgel                          |      | Joseph Gabler                                 | 1739           | IV/P    | 48       | 1971 Restaurierung durch Reiser Orgelbau, 2004 Generalsanierung und Rekonstruktion durch Klais/Kuhn 2000–2004 → Orgel         |
| Ochsenhausen                       | St. Georg: Chororgel                           |      | Joseph Höß                                    | 1780           | II/P    | 21       | 1988 Restaurierung durch Johannes Klais Orgelmanufaktur → Orgel                                                               |
| Oggelshausen                       | St. Laurentius und St. Agatha                  |      | Gebr. Späth Orgelbau                          | 1905           | II/P    | 22       | 1983 Umbau durch Reinhold Fritzenschaf                                                                                        |
| Ottobeuren                         | St. Alexander und Theodor Marienorgel          |      | G. F. Steinmeyer & Co.                        | 1982–1957      | V/P     | 82       | |
| Ottobeuren                         | St. Alexander und Theodor Dreifaltigkeitsorgel |      | Karl Joseph Riepp                             | 1754–1766      | IV/P    | 49       | Mehrere Reparaturen im 19. Jahrhundert, 1914 Restaurierung und Konservierung durch G. F. Steinmeyer & Co.                     |
| Ottobeuren                         | St. Alexander und Theodor Heilig-Geist-Orgel   |      | Karl Joseph Riepp                             | 1754–1766      | II/P    | 27       | Mehrere Reparaturen im 19. Jahrhundert, 1921–1922 Restaurierung und Konservierung durch G. F. Steinmeyer & Co.                |
| Reichenbach                        | St. Sebastian                                  |      | Franz Xaver Späth                             | 1892           | II/P    | 22       | um 1960 Umbau |
| Reinstetten                        | St. Urban                                      |      | Gebr. Späth Orgelbau                          | 1906           | II/P    | 21       | 1995 Restaurierung durch Giengener Orgelmanufaktur Gebr. Link                                                                 |
| Rot an der Rot                     | Klosterkirche St. Verena: Hauptorgel           |      | Johann Nepomuk Holzhey                        | 1793           | III/P   | 36       | 1989 Restaurierung durch Johannes Klais Orgelbau → Orgeln der Klosterkirche St. Verena (Rot an der Rot)                       |
| Rot an der Rot                     | Klosterkirche St. Verena: Chororgel            |      | Reiser Orgelbau                               | 1965           | I/P     | 14       | Neubau im alten Gehäuse von Johann Nepomuk Holzhey (1785) (→ Orgeln der Klosterkirche St. Verena (Rot an der Rot))            |
| Rot (Burgrieden)                   | St. Georg                                      |      | Xaver Wetzel                                  | 1840           | II/P    | 21       | 1988 Restaurierung durch Reiser Orgelbau                                                                                      |
| Rot (Burgrieden)                   | St. Georg                                      |      | Xaver Wetzel                                  | 1840           | II/P    | 17       | 1988 Restaurierung durch Reiser Orgelbau                                                                                      |
| Schemmerhofen/Aufhofen             | Wallfahrtskirche St. Michael                   |      | Reiser Orgelbau                               | 1930           | II/P    | 19       | Neubau im historischen Gehäuse eines unbekannten Orgelbauers (18. Jh.)                                                        |
| Steinhausen Stadt Bad Schussenried | Wallfahrtskirche                               |      | Franz Xaver Engelfried                        | 1849–1852      | II/P    | 25       | 1975 Umbau durch Reiser Orgelbau                                                                                              |
| Steinhausen                        | St. Maria                                      |      | Joseph Laubekh                                | 1745           | II/P    | 17       | 1946 und 1975 Umbauten durch Reiser Orgelbau                                                                                  |
| Sulmingen                          | St. Dionysius Areopagita                       |      | E.F. Walcker & Cie. Ludwigsburg               | 1885           | II/P    | 17       | 1983 Restaurierung durch Reiser Orgelbau                                                                                      |
| Uigendorf                          | St. Ulrich                                     |      | Johann Baptist Schefold                       | 1875/76        | I/P     | 10       | 1997 Restaurierung durch Orgelbau Wiedenmann                                                                                  |
| Ummendorf                          | St. Johannes Evangelist                        |      | Reiser Orgelbau                               | 1956           | III/P   | 36       | Neubau im alten Gehäuse von Johann Georg Hofer (1710) (eigentlich für Wallfahrtskirche Eldern)                                |
| Unlingen                           | St. Maria Immaculata                           |      | Orgelbau Friedrich Weigle                     | 1900           | III/P   | 13       | um 1970 Restaurierung durch Orgelbau Friedrich Weigle                                                                         |
| Unteressendorf                     | St. Martin                                     |      | Wilhelm Blessing                              | 1864           | II/P    | 22       | 1906 Umbau durch Giengener Orgelmanufaktur Gebr. Link                                                                         |
| Uttenweiler                        | St. Simon und Judas                            |      | Freiburger Orgelbau Hartwig und Tilmann Späth | 1978           | III/P   | 22       | Neubau im alten Gehäuse eines unbekannten Orgelbauers (18. Jh.)                                                               |
| Walpertshofen                      | St. Pantaleon                                  |      | Johann Baptist Schefold                       | 1891           | I/P     | 7        | 1993 Restaurierung durch Peter Paul Köberle                                                                                   |
| Wilflingen                         | St. Johann Nepomuk                             |      | Harald Rapp                                   | 1986           | II/P    | 17       | Neubau im alten Gehäuse von Ferdinand Benz (1865)                                                                             |
| Zwiefaltendorf                     | St. Michael                                    |      | Ferdinand Benz                                | 1862           | II/P    | 17       | 1993 Restaurierung durch Orgelbau Späth GmbH                                                                                  |